# Personnalités du royaume de Wu
Voici une liste de personnalités éminentes se rapportant au royaume de Wu ou à la famille Sun, qui régnait sur le sud de la Chine durant le déclin de la dynastie Han et la période des Trois Royaumes. 

## Seigneurs de guerre et empereurs
- Sun Jian, patriarche de la famille; se joint à la ligue contre Dong Zhuo et entre en guerre avec Liu Biao.
- Sun Ce, fils aîné de Sun Jian; succède à son père et établit les bases du royaume de Wu en faisant la conquête de plusieurs districts du sud-est chinois, le Jiangdong
- Sun Quan, second fils de Sun Jian; succède à son frère aîné et fonde le royaume de Wu en s'auto-proclamant Empereur
- Sun Liang, troisième fils de Sun Quan et second empereur du Wu
- Sun Xiu, sixième fils de Sun Quan et troisième empereur du Wu
- Sun Hao, petit-fils de Sun Quan, quatrième et dernier empereur du Wu

## Généraux
- Chen Wu, officier et guerrier; participe à de nombreux conflits impliquant les Wu tels que la bataille de la Falaise Rouge, la bataille de Ruxu et la bataille de Hefei

- Cheng Pu, général; venge la mort de Sun Jian, accompagne Sun Ce dans sa série de conquêtes et combat dans de nombreux conflits sous Sun Quan

- Ding Feng, général vétéran des Wu; participe à de nombreux conflits sous la gouverne de Sun Quan, Sun Liang et Sun Xiu

- Dong Xi, officier; apporte la tête de Yan Baihu à Sun Ce puis participe au premier siège sur Hefei et à la bataille de Ruxu

- Fu Ying, général; venge la mort de Sun Yi, le frère de Sun Quan

- Gan Ning, général et guerrier sous Sun Quan; est présent dans la presque totalité des conflits impliquant les Wu de la bataille de Xiakou à la bataille de Yiling

- Han Dang, officier sous Sun Jian, Sun Ce et Sun Quan

- Huang Gai, général vétéran des Wu; combat sous trois générations de Sun et est derrière l'attaque incendiaire qui anéantit la flotte de Cao Cao lors de la bataille de la Falaise Rouge
- He Qi, général qui servit sous Sun Ce et Sun Quan

- Jia Hua, officier militaire sous Sun Quan; est présent lors du premier assaut sur Hefei en l'an 209

- Jiang Qin, général vétéran de la famille Sun; joint Sun Ce dans la conquête du Jiangdong et participe à de nombreux conflits impliquant le Sud

- Taishi Ci, général et guerrier; sert Sun Ce et Sun Quan en tant que l'un des meilleurs combattants du Wu

- Zhou Tai, général et garde du corps personnel de l'empereur Sun Quan
- Zhu Ran, général sous Sun Quan

## Stratèges, lettrés, ministres et courtisans
- Bu Zhi, conseiller de Sun Quan; actif à titre de diplomate durant la bataille de Ruxu, devient plus tard Chancelier des Wu

- Cen Hun, eunuque très près du pouvoir

- Cheng Bing, lettré

- Gu Yong, conseiller et Premier ministre des Wu sous Sun Quan

- Hua He, historien ayant contribué à l'histoire officielle du royaume de Wu

- Hua Xin, lettré; livre son district à Sun Ce, puis sert Sun Quan jusqu'en 200

- Huan Jie, lettré; négocie le rapatriement du corps de Sun Jian

- Lu Kang, fils de Lu Xun, dernier grand général des Wu

- Lu Meng, général, stratège militaire

- Lu Xun, stratège militaire puis ministre des Wu

- Zhou Yu, Maréchal/ Chef de guerre, stratège militaire hors pair et frère d'arme de Sun Ce

- Zhuge Ke, ministre des Wu; sert Sun Quan et est régent sous le règne de Sun Liang